# Liste der geschützten Landschaftsbestandteile im Landkreis Neustadt an der Aisch-Bad Windsheim
Im Landkreis Neustadt an der Aisch-Bad Windsheim gab es im Februar 2023 insgesamt 17 ausgewiesene geschützte Landschaftsbestandteile.

## Geschützte Landschaftsbestandteile
| Austernriff bei Langensteinach                 | BW | LB-01047 | Uffenheim                       | ⊙   | 0,21 |  |
| Buchenhain                                     | BW | LB-01074 | Münchsteinach Zwei Teilflächen: | ⊙   | 0,96 |  |
| Feuchtflächen im Mordgrund                     |    |          | Oberscheinbach                  | ??? |      |  |
| Feuchtflächen im Vahlenmühlbachtal             |    |          | Gerhardshofen                   | ??? |      |  |
| Feuchtgebiete bei Freihaslach                  |    | LB-01041 | Burghaslach Zwei Teilflächen:   | ⊙   | 0,88 |  |
| Fingalshöhle                                   |    | LB-01043 | Illesheim                       | ⊙   | 0,37 |  |
| Gipsgrube Katzenloch                           |    | LB-00987 | Bad Windsheim                   | ⊙   | 3,36 |  |
| Hohlgraben im Roth                             | BW | LB-01044 | Ippesheim                       | ⊙   | 0,93 |  |
| Hutsberg                                       | BW | LB-00974 | Neustadt a.d.Aisch              | ⊙   | 22,9 |  |
| Kellerberg Münchsteinach                       | BW | LB-01046 | Münchsteinach                   | ⊙   | 0,15 |  |
| Schafsee bei Marktbergel                       | BW | LB-01200 | Marktbergel Zwei Teilflächen:   | ⊙   | 11,4 |  |
| Schinderbuckel/Häfringsberg bei Wüstphül       |    |          | Markt Nordheim                  | ??? |      |  |
| Sontheimer Huteichen                           | BW | LB-01045 | Illesheim                       | ⊙   | 9,37 |  |
| Steppenheidewald Altheim                       | BW | LB-01042 | Dietersheim                     | ⊙   | 0,36 |  |
| Tümpel bei Bühlberg                            | BW | LB-01073 | Ipsheim                         | ⊙   | 0,30 |  |
| Wacholderheiden bei Unterntief                 | BW | LB-01040 | Bad Windsheim Zwei Teilflächen: | ⊙   | 7,34 |  |
| Weinberg in der Kiliansleiter                  | BW | LB-01039 | Bad Windsheim                   | ⊙   | 0,16 |  |
| Legende für Geschützter Landschaftsbestandteil |    |          |                                 |     |      |  |